# Grabar
Grabar je priimek v Sloveniji, ki ga je po podatkih Statističnega urada Republike Slovenije na dan 1. januarja 2010 uporabljalo 250 oseb in je med vsemi priimki po pogostosti uporabe uvrščen na 1.659. mesto.

## Znani slovenski nosilci priimka
- Daniel Grabar, zdravnik anesteziolog, intendent Binkoštne cerkve v Sloveniji, 2021-23 direktor murskosoboške bolnišnice
- Geza Grabar (*1966), atlet, tekač na dolge proge
- Jože Kos Grabar (*1959), geodet, pesnik, publicist, aktivist
- Nika Grabar, arhitektka, doc. FA

## Znani tuji nosilci priimka
- André (Andrej) Grabar (1896—1990), francoski umetnostni zgodovinar
- Biserka Grabar (1932—1986), hrvaška jezikoslovka
- Igor Emmanuilovič Grabar (1871—1960), ruski slikar in umetnostni zgodovinar
- Kolinda Grabar Kitarović (*1968), hrvaška diplomatka, političarka, predsednica RH
- Pierre Grabar (1898—1986), francoski biokemik
- Vladimir Grabar (1865—1956), ruski pravnik